# Phyllocnistis insignis
Phyllocnistis insignis là một loài bướm đêm thuộc họ Gracillariidae, found throughout Hoa Kỳ (bao gồm Maine, Illinois, Ohio, Maryland, Michigan, Kentucky, Missouri, Texas, Georgia, Florida và California).
Ấu trùng ăn Arnoglossum muehlenbergii, Erechtites hieracifolia, Prenanthes alba, và Senecio aureus. Chúng ăn lá nơi chúng làm tổ.